# Denis Savard
Denis Joseph Savard, född 4 februari 1961 i Gatineau, Québec, är en kanadensisk före detta professionell ishockeyspelare och tränare som representerade klubbarna Chicago Blackhawks, Montreal Canadiens och Tampa Bay Lightning mellan åren 1980 och 1997. Han var också tränare för Blackhawks mellan åren 2006 och 2008. Han listades som tredje spelare totalt i NHL-Draften 1980 av Chicago Blackhawks.

## Karriären på 1980-talet
Denis Savard var en av Chicago Blackhawks största hockeyspelare på 1980-talet och nådde 100-poänggränsen vid ett flertal tillfällen. Säsongen 1987–88 lyckades han få ihop 44 mål och 131 poäng på 80 matcher vilket är hans personbästa. Savard bildade tillsammans med Steve Larmer och Al Secord kedjan "The Party Line" som var en av Blackhawks effektivaste kedjor. Namnet kom då många upplevde att de levde rövare i motståndarnas zon kväll ut och kväll in.
Savard var länge den högst draftade spelaren i Blackhawks historia men när klubben draftade Patrick Kane 2007 skulle han bli den högst draftade spelaren. Det var även Kane som slog Savards rookierekord på mest assist för en nykomling i Blackhawks. Säsongen 1980–81 noterades Savard för 47 assist medan Kane under sin första säsong noterades för 51 assist. Savards största varumärke som spelare var "Savardian Spin-o-rama", en dragning han egentligen lånade från hockeyspelarna Danny Gallivan och Serge Savard.

## Karriären på 1990-talet
29 juni 1990 valde Blackhawks att byta bort sina stora stjärna Denis Savard till Montreal Canadiens i utbyte mot backen Chris Chelios. Chelios skulle senare även han bli en stor stjärna i Chicago. Det var i Canadiens som Savard fick uppleva en av sina största sportsliga framgångar. Säsongen 1992–93 var han med om att vinna Stanley Cup med Canadiens, det är också enda gången han skulle vinna den åtråvärda trofén.
Säsongen därefter valde Savard att skriva på för Tampa Bay Lightning, där spelade han omkring en och en halv säsong. 6 april 1995 valde Blackhawks att byta tillbaka Savard till klubben. Efter ytterligare två säsonger i Blackhawks valde Savard 26 juni 1997 att sluta med hockeyn. Han skulle då ha spelat 1196 matcher och gjort 473 mål och 865 assist, och totalt fått ihop 1338 poäng. Han ligger på tredje plats i Blackhawks totala poängliga, bara Bobby Hull och Stan Mikita har fler poäng.

## Karriären på 2000-talet
13 november 2000 blev Savard invald i Hockey Hall of Fame. Under den här tiden hade han ägnat sig åt att träna olika hockeylag, något han började med nästan direkt efter att han lagt av med hockeyn. 27 november 2006 meddelade Blackhawks organisation att Denis Savard skulle efterträda Trent Yawney som huvudtränare i Blackhawks. Men tidigt på säsongen 2008–09 meddelade man att Savard fått sparken som tränare, anledningen var att man vill ersätta honom med Joel Quenneville som var en mer erfaren tränare. Savard tränarstatistik stannade på 65 vinter, 66 förluster och 16 övertidsförluster på 147 matcher, han tog aldrig Blackhawks till slutspelet.

## Klubbar som tränare
- Chicago Blackhawks 2006–2008

## Statistik

### Klubbkarriär
| 1977–78      | Montreal Juniors    | QMJHL        | 72   | 37  | 79  | 116  | 22   | —   | —  | —   | —   | —   |
| 1978–79      | Montreal Juniors    | QMJHL        | 70   | 46  | 112 | 158  | 88   | 11  | 5  | 6   | 11  | 46  |
| 1979–80      | Montreal Juniors    | QMJHL        | 72   | 63  | 118 | 181  | 93   | 10  | 7  | 16  | 23  | 8   |
| 1980–81      | Chicago Blackhawks  | NHL          | 76   | 28  | 47  | 75   | 47   | 3   | 0  | 0   | 0   | 0   |
| 1981–82      | Chicago Blackhawks  | NHL          | 80   | 32  | 87  | 119  | 82   | 15  | 11 | 7   | 18  | 52  |
| 1982–83      | Chicago Blackhawks  | NHL          | 78   | 35  | 86  | 121  | 99   | 13  | 8  | 9   | 17  | 22  |
| 1983–84      | Chicago Blackhawks  | NHL          | 75   | 37  | 57  | 94   | 71   | 5   | 1  | 3   | 4   | 9   |
| 1984–85      | Chicago Blackhawks  | NHL          | 79   | 38  | 67  | 105  | 56   | 15  | 9  | 20  | 29  | 20  |
| 1985–86      | Chicago Blackhawks  | NHL          | 80   | 47  | 69  | 116  | 111  | 3   | 4  | 1   | 5   | 6   |
| 1986–87      | Chicago Blackhawks  | NHL          | 70   | 40  | 50  | 90   | 108  | 4   | 1  | 0   | 1   | 12  |
| 1987–88      | Chicago Blackhawks  | NHL          | 80   | 44  | 87  | 131  | 95   | 5   | 4  | 3   | 7   | 17  |
| 1988–89      | Chicago Blackhawks  | NHL          | 58   | 23  | 59  | 82   | 110  | 16  | 8  | 11  | 19  | 10  |
| 1989–90      | Chicago Blackhawks  | NHL          | 60   | 23  | 57  | 80   | 56   | 20  | 7  | 15  | 22  | 41  |
| 1990–91      | Montreal Canadiens  | NHL          | 70   | 28  | 31  | 59   | 52   | 13  | 2  | 11  | 13  | 35  |
| 1991–92      | Montreal Canadiens  | NHL          | 77   | 28  | 42  | 70   | 73   | 11  | 3  | 9   | 12  | 8   |
| 1992–93      | Montreal Canadiens  | NHL          | 63   | 16  | 34  | 50   | 90   | 14  | 0  | 5   | 5   | 4   |
| 1993–94      | Tampa Bay Lightning | NHL          | 74   | 18  | 28  | 46   | 106  | —   | —  | —   | —   | —   |
| 1994–95      | Tampa Bay Lightning | NHL          | 31   | 6   | 11  | 17   | 10   | —   | —  | —   | —   | —   |
| 1994–95      | Chicago Blackhawks  | NHL          | 12   | 4   | 4   | 8    | 8    | 16  | 7  | 11  | 18  | 10  |
| 1995–96      | Chicago Blackhawks  | NHL          | 69   | 13  | 35  | 48   | 102  | 10  | 1  | 2   | 3   | 8   |
| 1996–97      | Chicago Blackhawks  | NHL          | 64   | 9   | 18  | 27   | 60   | 6   | 0  | 2   | 2   | 2   |
| QMJHL totalt | QMJHL totalt        | QMJHL totalt | 214  | 146 | 309 | 455  | 203  | 21  | 12 | 22  | 34  | 54  |
| NHL totalt   | NHL totalt          | NHL totalt   | 1196 | 473 | 865 | 1338 | 1336 | 169 | 66 | 109 | 175 | 256 |